# Sessame
Sessame ist eine Gemeinde in der italienischen Provinz Asti (AT), Region Piemont.

## Geographie
Sessame liegt rund 40 km südlich von der Provinzhauptstadt Asti entfernt. Das Gemeindegebiet umfasst eine Fläche von acht km² und hat 240 Einwohner (Stand 31. Dezember 2023). 
Die Nachbargemeinden sind Bistagno, Cassinasco, Monastero Bormida, Ponti und Rocchetta Palafea.

## Kulinarische Spezialitäten
In Sessame werden Reben für den Dolcetto d’Asti, einen Rotwein mit DOC Status angebaut. Die Beeren der Rebsorten Spätburgunder und/oder Chardonnay dürfen zum Schaumwein Alta Langa verarbeitet werden. Die Muskateller-Rebe für den Asti Spumante, einen süßen DOCG-Schaumwein mit geringem Alkoholgehalt sowie für den Stillwein Moscato d’Asti wird hier ebenfalls angebaut. Aus der Rebsorte Brachetto wird der liebliche Schaumwein Brachetto d’Acqui hergestellt. In Sessame werden auch Reben der Sorte Barbera für den Barbera d’Asti, einen Rotwein mit DOCG Status angebaut.